# Österrike och eurosamarbetet
Österrike har euron som valuta sedan den 1 januari 1999. Euron är Europeiska unionens officiella valuta, som används i många av Europeiska unionens medlemsstater och ett antal andra stater utanför unionen. De länder som använder euron kallas gemensamt för euroområdet. De lägre valörerna av euron utgörs av mynt, medan de högre valörerna utgörs av sedlar. Euromynten har en gemensam europeisk sida som visar värdet på myntet och en nationell sida som visar en symbol vald av den medlemsstat där myntet präglades. Varje medlemsstat har således en eller flera symboler som är unika för just det landet.
För bilder av den gemensamma sidan och en detaljerad beskrivning av mynten, se artikeln om euromynt.
Alla österrikiska euromynt pryds av olika motiv. De lägsta valörerna, 1-, 2- och 5-centmynten, pryds av alpina blommor; 1-centmynten av gentiana, 2-centmynten av edelweiss och 5-centmynten av vivor. 10-, 20- och 50-centmynten pryds av olika österrikiska byggnader; 10-centmynten av Stefansdomen, 20-centmynten av Belvederepalatset och 50-centmynten av Secessionsbyggnaden i Wien. De högsta valörerna, 1- och 2-euromynten, präglas av kända österrikare; 1-euromynten av Wolfgang Amadeus Mozart och 2-euromynten av Bertha von Suttner. På varje österrikiskt euromynt står det myntets valör samt det årtal då myntet är präglat.
Österrikes gamla valuta, österrikisk schilling, kan växlas in hos landets centralbank i Wien på obegränsad tid.
Österrike har präglat en serie mynt och tre versioner av 2-euro jubileumsmynt.

## Design

### 2-euro jubileumsmynt
| 2005                                     | 2007                            | 2009                                             |
| ---------------------------------------- | ------------------------------- | ------------------------------------------------ |
| 50-årsdagen för Österrikes statsfördrag. | 50-årsjubileet av Romfördraget. | Ekonomiska och monetära unionens tioårsjubileum. |